# Sleep Well Beast
Sleep Well Beast är ett musikalbum av den amerikanska rockgruppen The National, lanserat 2017 på skivbolaget 4AD. Liksom gruppens föregående album fick denna skiva ett högt betyg hos Metacritic, 85 av 100, vilket indikerar "universellt erkännande". Albumet tilldelades 2017 års Grammy i kategorin "bästa alternativa album".

## Låtlista
1. "Nobody Else Will Be There" - 4:39
2. "Day I Die" - 4:31
3. "Walk It Back" - 5:59
4. "The System Only Dreams in Total Darkness" - 3:56
5. "Born to Beg" - 4:22
6. "Turtleneck" - 3:00
7. "Empire Line" - 5:23
8. "I'll Still Destroy You" - 5:15
9. "Guilty Party" - 5:38
10. "Carin at the Liquor Store" - 3:33
11. "Dark Side of the Gym" - 4:50
12. "Sleep Well Beast" - 6:31

## Listplaceringar
- Billboard 200, USA: #2[3]
- UK Albums Chart, Storbritannien: #1[4]
- VG-lista, Norge: #8[5]
- Sverigetopplistan: #2[6]